# ويليام إي. لي روي
ويليام إي. لي روي (بالإنجليزية: William E. Le Roy)‏ هو عسكري أمريكي، ولد في 24 مارس 1818 في نيويورك في الولايات المتحدة، وتوفي في 10 ديسمبر 1888 في نيويورك في الولايات المتحدة.